# 孫應奎 (嘉靖進士)
孫應奎（1504年—1586年），字文卿，號蒙泉，浙江承宣布政使司紹興府餘姚縣（今浙江省餘姚市）人，民籍，明朝政治人物。

## 生平
王守仁由江西巡抚辞官回乡時，孫應奎率同乡七十余人前往拜师。萬曆四年（1525年）乙酉科浙江鄉試第八十七名舉人，嘉靖八年（1529年）己丑科會試第四十五名，第三甲第四名進士。授行人司行人，十三年十二月选授禮科給事中。十四年九月因彈劾吏部尚書汪鋐而忤旨下詔獄，施廷杖，謫華亭縣縣丞。汪鋐亦被罷免。累升光禄寺寺丞，二十四年八月升河南按察司副使，历升江西布政司左参政、山東按察使、右左布政使，三十五年（1556年）四月以右副都御史，總理河道，三十六年二月科道考察拾遗，令閑住歸鄉。家居三十余年，绍讲良知之学。年八十三卒。

## 家族
曾祖孫倫；祖父孫鼎；父孫鑰。母童氏。重庆下。